# Ilja Grigorjewitsch Tschernoussow
Ilja Grigorjewitsch Tschernoussow [tʃʲɛr.nɔ.'u.sɔv] (russisch Илья Григорьевич Черноу́сов; * 7. August 1986 in Nowosibirsk) ist ein ehemaliger Skilangläufer, der erst für Russland und später für die Schweiz startete.

## Sportliche Karriere
Seinen ersten internationalen Einsatz hatte Tschernoussow im April 2004 beim Continental Cup in Murmansk. Er belegte dort den 16. Platz über 15 Kilometer klassisch. Bei der Juniorenweltmeisterschaft 2005 in Rovaniemi wurde er 19. über 10 Kilometer Freistil. Mit der russischen Staffel gewann er die Goldmedaille. Im darauf folgenden Jahr gewann er bei der Juniorenweltmeisterschaft 2006 in Kranj die Silbermedaille im Verfolgungswettbewerb. Über 10 Kilometer klassisch wurde er Fünfter. Seinen ersten Einsatz im Skilanglauf-Weltcup hatte Tschernoussow in der Saison 2006/07 in Gällivare, wo er sich als 26. über 15 Kilometer Freistil seine ersten Weltcuppunkte sicherte. Bei der Tour de Ski 2006/07 erkämpfte er sich den 18. Platz. Seine erste Podiumsplatzierung sicherte er sich mit der russischen Staffel, die beim Weltcup in Davos siegte. Bei der U23-Weltmeisterschaft in Tarvisio gewann er die Silbermedaille über 15 Kilometer Freistil. Im Sprint und im Verfolgungswettbewerb belegte er die Plätze fünf und vier. In Mals gewann er erneut die Silbermedaille bei der U23-Weltmeisterschaft 2008 über die Distanz von 30 Kilometer Freistil (Massenstart). In der Saison 2008/09 gewann er in Rybinsk erstmals ein Rennen im Skilanglauf-Eastern-Europe-Cup. Bei den russischen Meisterschaften sicherte er sich die Silbermedaille im Verfolgungswettbewerb.
Bei der Nordischen Skiweltmeisterschaft 2011 in Oslo wurde er im Verfolgungsrennen Dritter. Ebenfalls im Jahr 2011 gewann er das in drei Etappen über 160 km führende Arctic Circle Race. Nachdem ihm zur Saison 2011/12 nur mittelmäßig Ergebnisse gelangen, ging er für zwei Rennen in den Alpencup und gewann Sprint und Einzel in St. Ulrich am Pillersee.
Zurück im Weltcup beendete Tschernoussow die Tour de Ski 2011/2012 auf dem 10. Platz. Nach Rang acht in Otepää erreichte Tschernoussow in Rybinsk zweimal als Zweiter das Podium. Einen weiteren Podestplatz verpasste er mit Rang vier in Szklarska Poręba nur knapp. In die Saison 2012/13 startete er mit Rang fünf beim Saisonauftakt in Kuusamo. Bei der Tour de Ski 2012/2013 erreichte Tschernoussow erneut den 10. Gesamtrang. Beim Skiathlon in Sotschi stand er als Zweiter erneut auf dem Podium.
Bei den Nordischen Skiweltmeisterschaften 2013 im Val di Fiemme verpasste Tschernoussow Top-Platzierungen deutlich. Im Skiathlon kam er als 25. ins Ziel. Im Einzel über 15 km erreichte er nur Rang 40. Zum Saisonabschluss in Falun landete er nochmal auf Rang sechs. Als Siebter beendete er zu Beginn der Saison 2013/14 die Tour de Ski 2013/2014.
Bei den Olympischen Winterspielen 2014 verpasste Tschernoussow im Skiathlon als Fünfter knapp seine erste Olympiamedaille. Im Rennen über 50 km gewann er die Bronzemedaille. Zu Beginn der Saison 2014/15 belegte er den 30. Platz bei der Nordic Opening in Lillehammer. Im weiteren Saisonverlauf siegte er beim Engadin Skimarathon, beim russischen Avacha Ski Marathon und beim isländischen Fossavatnsgangan über 50 km in der klassischen Technik. Bei den Nordischen Skiweltmeisterschaften 2015 in Falun kam er im Skiathlon auf den 15. Platz. In der Saison 2016/17 siegte er beim La Diagonela und belegte beim La Sgambeda den zweiten Platz und erreichte damit den achten Platz in der Gesamtwertung der Ski Classics. In der folgenden Saison errang er mit Platz drei beim Kaiser-Maximilian-Lauf, Platz zwei beim La Diagonela und Platz eins beim Marcialonga den achten Platz in der Ski Classic-Gesamtwertung. Ende April 2018 siegte er erneut beim Fossavatnsgangan.
Seit November 2020 ist Tschernoussow, der seit langem seinen Lebensmittelpunkt in der Schweiz hat, im Besitz des Schweizer Passes und startet seitdem für die Schweiz. Am 6. Dezember 2020 war er am Alpencup in Ulrichen zum ersten Mal unter Schweizer Flagge am Start (Rang 51).

## Persönliches
Tschernoussow ist seit Oktober 2011 mit der Schweizer Biathletin Selina Gasparin liiert und seit Anfang Juni 2014 mit ihr verheiratet. Die standesamtliche Trauung fand in seiner Heimatstadt Nowosibirsk statt. Beide behielten ihren Familiennamen. Im Februar 2015 wurden sie Eltern einer Tochter. Im Oktober 2018 wurde ihre zweite Tochter geboren.

## Erfolge

### Siege bei Weltcuprennen

#### Weltcupsiege im Einzel
| Nr. | Datum           | Ort     | Disziplin           |
| --- | --------------- | ------- | ------------------- |
| 1.  | 4. Februar 2011 | Rybinsk | 2 × 10 km Skiathlon |

#### Etappensiege bei Weltcuprennen
| Nr. | Datum         | Ort   | Disziplin               |
| --- | ------------- | ----- | ----------------------- |
| 1.  | 18. März 2011 | Falun | 3,3 km klassisch Prolog |

#### Weltcupsiege im Team
| Nr. | Datum           | Ort   | Disziplin           |
| --- | --------------- | ----- | ------------------- |
| 1.  | 4. Februar 2007 | Davos | 4 × 10 km Staffel 1 |

### Siege bei Continental-Cup-Rennen
| Nr. | Datum             | Ort                     | Disziplin                       | Serie              |
| --- | ----------------- | ----------------------- | ------------------------------- | ------------------ |
| 1.  | 17. Februar 2009  | Rybinsk                 | 2 × 15 km Skiathlon             | Eastern Europe Cup |
| 2.  | 11. Dezember 2010 | Alta Badia              | 15 km klassisch Individualstart | Alpencup           |
| 3.  | 16. Dezember 2011 | St. Ulrich am Pillersee | Sprint Freistil                 | Alpencup           |
| 4.  | 17. Dezember 2011 | St. Ulrich am Pillersee | 10 km klassisch Individualstart | Alpencup           |
| 5.  | 21. Dezember 2014 | Hochfilzen              | 10 km Freistil Individualstart  | Alpencup           |

### Siege bei Worldloppet-Cup-Rennen
Anmerkung: Vor der Saison 2015/16 hieß der Worldloppet Cup noch Marathon Cup.
| Nr. | Datum        | Ort            | Rennen              | Disziplin                  |
| --- | ------------ | -------------- | ------------------- | -------------------------- |
| 1.  | 8. März 2015 | Maloja–S-chanf | Engadin Skimarathon | 42 km Freistil Massenstart |

### Siege bei Ski-Classics-Rennen
| Nr. | Datum           | Ort                          | Rennen       | Disziplin                   |
| --- | --------------- | ---------------------------- | ------------ | --------------------------- |
| 1.  | 21. Januar 2017 | Zuoz                         | La Diagonela | 50 km klassisch Massenstart |
| 2.  | 28. Januar 2018 | Val di Fiemme / Val di Fassa | Marcialonga  | 70 km klassisch Massenstart |

## Platzierungen im Weltcup

### Weltcup-Statistik
Die Tabelle zeigt die erreichten Platzierungen im Einzelnen.
- 1.–3. Platz: Anzahl der Podiumsplatzierungen
- Top 10: Anzahl der Platzierungen unter den ersten zehn
- Punkteränge: Anzahl der Platzierungen innerhalb der Punkteränge
- Starts: Anzahl gelaufener Rennen in der jeweiligen Disziplin
- Hinweis: Bei den Distanzrennen erfolgt die Einordnung gemäß FIS.

| Platzierung               | Distanzrennen a | Distanzrennen a | Distanzrennen a | Distanzrennen a | Distanzrennen a | Skiathlon Verfolgung | Sprint | Etappen- rennen b | Gesamt | Team c | Team c  |
| Platzierung               | ≤ 5 km          | ≤ 10 km         | ≤ 15 km         | ≤ 30 km         | > 30 km         | Skiathlon Verfolgung | Sprint | Etappen- rennen b | Gesamt | Sprint | Staffel |
| ------------------------- | --------------- | --------------- | --------------- | --------------- | --------------- | -------------------- | ------ | ----------------- | ------ | ------ | ------- |
| 1. Platz                  | 1               |                 |                 |                 |                 | 1                    |        |                   | 2      |        | 1       |
| 2. Platz                  |                 |                 | 1               |                 |                 | 4                    |        |                   | 5      |        | 1       |
| 3. Platz                  |                 |                 |                 | 1               | 1               | 1                    |        |                   | 3      |        | 1       |
| Top 10                    | 7               | 2               | 6               | 3               | 2               | 18                   | 4      | 7                 | 49     |        | 10      |
| Punkteränge               | 11              | 6               | 18              | 13              | 3               | 34                   | 13     | 14                | 112    |        | 13      |
| Starts                    | 14              | 10              | 36              | 18              | 3               | 46                   | 29     | 16                | 172    |        | 13      |
| Stand: Saisonende 2017/18 |                 |                 |                 |                 |                 |                      |        |                   |        |        |         |

### Weltcup-Gesamtplatzierungen
| Saison  | Gesamt | Gesamt | Distanz | Distanz | Sprint | Sprint |
| Saison  | Punkte | Platz  | Punkte  | Platz   | Punkte | Platz  |
| ------- | ------ | ------ | ------- | ------- | ------ | ------ |
| 2006/07 | 57     | 66.    | 5       | 98.     | -      | -      |
| 2007/08 | 33     | 88.    | 33      | 55.     | -      | -      |
| 2008/09 | 19     | 124.   | 19      | 74.     | -      | -      |
| 2009/10 | 260    | 29     | 209     | 16.     | 1      | 117.   |
| 2010/11 | 503    | 12.    | 342     | 9.      | 23     | 67.    |
| 2011/12 | 750    | 9.     | 567     | 6.      | 51     | 41.    |
| 2012/13 | 845    | 6.     | 508     | 6.      | 63     | 30.    |
| 2013/14 | 409    | 13.    | 189     | 14.     | 40     | 49.    |
| 2014/15 | 176    | 38.    | 137     | 33.     | 37     | 47.    |
| 2015/16 | 56     | 76.    | 56      | 46.     | -      | -      |